# 아서 콕스 (축구인)
아서 콕스(Arthur Cox, 1939년 12월 14일 ~ )는 잉글랜드의 축구 감독이다.
코번트리 시티에서 선수 생활을 보냈으나, 무릎이 부러지는 부상으로 프로 선수가 되지는 못하고 일찍이 선덜랜드와 터키에서 코치 생활을 하였다. 이러한 경험을 토대로 감독으로서 성공적인 경력을 보낼 수 있었다.